# Dominic Kelm
Dominic Kelm (* 19. Januar 1988) ist ein deutscher ehemaliger Handballspieler.
Kelm begann bei der SG Misburg mit dem Handballspielen. Über den TSV Anderten kam der 1,86 Meter große Kreisläufer 2007 zum Bundesligisten Wilhelmshavener HV. Nach der Saison 2007/08 stieg er mit dem WHV in die 2. Handball-Bundesliga ab und wechselte ein Jahr später zum Ligakonkurrenten HSC 2000 Coburg. Nach Ende der Saison 2017/18 beendete Kelm seine Karriere als Profi-Handballer; er ist im Management des Vereins tätig und spielte in der zweiten Mannschaft. Im Laufe der Saison 2018/19 kehrte er wieder in den Kader der Zweitligamannschaft zurück. Kelm stieg 2020 mit Coburg in die Bundesliga auf, jedoch musste er ein Jahr später mit dem Verein den Gang in die Zweitklassigkeit antreten. 2021 beendete Kelm seine Karriere. Seitdem ist er bei dem HSC im Marketing tätig.